# 오양수산
오양수산(五洋水産)은 참치, 다랑어, 게맛살 등 해산물 생산, 가공 및 원양 어업을 하던 기업이었다. 사조산업, 동원산업과 함께 1970년대, 1980년대 대한민국의 저명한 원양, 해산물 가공 회사였다. 1969년 김성수에 의해 창업되었고, 1986년 12월 주식을 상장하였으며 2007년 사조산업에 흡수되어 사명을 사조오양으로 개칭하였다.

## 개요

### 출범 직후
1969년 6월 9일 김성수(1922년 ~ 2007년) 등에 의해 오양수산(주)로 창립되었고, 수산물과 수산물 가공업을 주로 하였다. 또한 오양수산에서 만든 게맛살은 1980년대에 게맛살 중 대표적인 브랜드였다.
1972년 9월 제70오양호를 출항하여 북태평양에서 어업 조업을 시작하였으며, 그 해 11월 수산물 수출 증대에 기여한 공로로 수산청장 표창을 받았다. 이후 해외 사업 및 해외 진출을 꾀하여 1974년 9월 브라질에 합작회사 아틀란툼 사를 공동 설립하고, 1979년 5월에는 뉴질랜드에 합작회사 퍼시픽오양 사를 설립하였다. 1981년 12월 사업분야 발전에 이바지한 공로로 대통령 표창을 받았으며, 1983년 8월 제빙, 냉장, 수산물가공업체인 오양냉장(주)을 흡수합병하였다.
1986년 12월 한국증권거래소에 주식을 상장하고 1987년 11월 수출의 날에는 동탑산업훈장을 받았다. 1995년 4월 대한민국내 외식업계에도 뛰어들어 11월에 중국 칭다오(靑島)에 합작회사 강양식품유한공사를 설립하였다. 2001년 5월 바다의 날에 금탑산업훈장을 받았으며 2003년 9월 통계의 날 때는 산업포장을 수상하였다.

### 흡수 합병 과정
2000년 11월 갑작스런 뇌졸중으로 경영에서 물러나 병상에 있던 김 회장이 대리인을 시켜 장남인 김 부회장의 이사 재선임을 저지하며 가족 간의 갈등이 촉발됐다. 김 회장이 2000년 뇌졸중으로 쓰러진 뒤 오양수산 대주주 일가의 분쟁이 끊이지 않았는데, 설상가상으로 일부 대주주가 경쟁사인 사조산업에 회사 지분을 넘기게 되었다.
2007년 초부터 사조산업은 오양수산 인수에 나서면서 창업주 김성수 일가와 경영권 다툼을 벌였다. 그러나 그 해 9월 14일 오양수산 임시주주총회에서 주주들 과반수가 사조산업의 인수에 동의하여 오양수산 인수를 확정되었다. 이후 오양수산은 사조의 계열사가 되어 2009년 6월 사조오양으로 이름을 바꿨다.

## 기타
한때 대한민국의 모 유명 여배우의 음란 비디오를 속칭 오양 비디오라고 했다가, 회사의 이름과 비슷하다 하여 회사의 이미지 문제를 비롯하여 업계와 사회적으로 논란을 야기하기도 했다.

## 같이 보기
- 오양게맛살
- 사조산업
- 동원산업
- 사조오양
- 한성수산
- 진양수산
- 김성수
- 윤정구